# Enchytronia parva
Enchytronia parva är en ringmaskart som beskrevs av Nielsen och Christensen 1959. Enchytronia parva ingår i släktet Enchytronia, och familjen småringmaskar. Arten är reproducerande i Sverige.